# Верх-Нейвинск (станция)
Верх-Не́йвинск — станция Свердловской железной дороги на 439—442 километрах магистральной линии Пермь I — Нижний Тагил — Екатеринбург. Расположена на юго-западной окраине посёлка городского типа Верх-Нейвинского, по левому берегу одноимённого пруда.
Входит в Нижнетагильский центр организации работы железнодорожных станций ДЦС-4 Свердловской дирекции управления движением. По характеру работы является промежуточной, по объёму работы отнесена к 4 классу.
На станции имеются: железнодорожный вокзал с залом ожидания и билетными кассами. Есть две низкие пассажирские боковые платформы.
Станция Верх-Нейвинск открыта в 1878 году при открытии бывшей Уральской Горнозаводской железной дороги. Достопримечательность — сохранившаяся с момента постройки станции водонапорная башня перед зданием вокзала.

## История

### Предыстория
Со второй половины XIX века в России усиленно велось строительство железных дорог. В 1861 году нижнетагильский инженер Виктор Карлович Рашет опубликовал статью в газете № 47 «Пермские губернские новости», где обосновал необходимость строительства железной дороги в Пермской губернии. По мнению автора, железная дорога должна была пролечь от Перми через Лысьвенский, Кыновский и Гороблагодатский округа на Нижний Тагил, а от него к югу через Невьянские и Верх-Исетские заводы до Екатеринбурга. Губернские власти и владельцы заводов затею Рашета оценили. В Правительствующий сенат поступило множество прошений о строительстве Пермской губернской железной дороги. В конце 1860-х годов было создано «Общество горнозаводской железной дороги». В 1871—1872 годах начались возглавляемые инженерами Соболевским и Миллером изыскательские работы на месте будущей железной дороги.
Первый символический камень в строительство дороги был заложен летом 1875 года. Строительство возглавил инженер путей сообщения Голубев. Линия была поделена на три огромных участка: от Перми до Камасина, от Камасина до Кушвы и от Кушвы до Екатеринбурга. Работами на участке Камасино — Екатеринбург руководил инженер путей сообщения Борис Александрович Риппас, который спроектировал здания вокзалов и станционных служб. По поручению Товарищества Уральской горнозаводской железной дороги художник Пётр Петрович Верещагин написал серию этюдов Урала и реки Чусовой вдоль строившейся железной дороги. Среди картин имеется «Верх-Нейвинский пейзаж», на котором изображено место будущей станции Верх-Нейвинск.

### Строительство станции
В августе 1875 года начались работы на участке от Невьянского завода до заимки Таватуй (будущая станция Таватуй, ныне являющаяся обгонным пунктом). На берегу Верх-Нейвинского пруда были построены три деревянные казармы для 120 рабочих. Для проведения земляных работ были привлечены верх-нейвинцы, не занятые в заводском производстве, и вольно нанятые со стороны. Работа на строительстве дороги была очень тяжёлой. Из-за штрафов обещанные властями заработки были низкими. О строительстве станции писал В. И. Немирович-Данченко в своей книге «Кама и Урал» 1875 года. Были намечены места строительства вокзала, депо и поворотного круга. Верх-Нейвинская станция должна была быть узловой, то есть на ней был установлен поворотный круг для разворота паровозов. Это выводило станцию в разряд классных, то есть все должностные лица её должны были иметь классные чины. К осени 1877 года были построены все сооружения: каменное здание депо, поворотный круг, деревянное здание вокзала и водонапорная башня. Станция была двухпутной, имелась возможность разъезда составов, далее ветка шла на поворотный круг, другая на линию основного направления.
Строительство велось уже непосредственно на прокладке самого полотна. В декабре 1877 года строительство полотна на линии всей дороги от Перми до Екатеринбурга было закончено.

### Открытие станции
27 февраля 1878 года по всей ветке от Перми до Екатеринбурга прошёл первый поезд. Время в пути составило 20 часов. В тот же день было утверждено название дороги Уральская горнозаводская железная дорога и названия станций. Планируемым названием станции было Верх-Нейвинская. Название выглядело длинным, и на карту был нанесено сокращение Верх-Нейвинск., что в дальнейшем менять не стали.
1 октября того же года состоялось торжественное открытие всей Уральской горнозаводской железной дороги от Перми до Екатеринбурга — 468 вёрст (499 километров). В то же время состоялось официальное открытие и станции Верх-Нейвинск. На торжества прибыли инженер путей сообщения Явлоков, товарищ екатеринбургского полицмейстера, управляющий Верх-Нейвинскими заводами, Верх-Нейвинский волостной старшина Тююшев. В присутствии официальных лиц и при стечении верх-нейвинцев был отслужен молебен и произведено окропление зданий и служб станции. Поезд, следующий до Екатеринбурга, был встречен праздничной иллюминацией. Начальником станции был назначен губернский секретарь Крус. В посёлке Верх-Нейвинском ему была выделена квартира.
Пассажирские поезда отправлялись из Перми ежедневно в 10 часов вечера. На вокзале Верх-Нейвинска был один зал, касса и буфет, в котором продавались: «пироги всякие, блюда горячие, конфеты; напитки: чай, воды зельтерские, пиво, водки и вина; закуски холодные: капуста, огурцы бочковые, селёдка бочковая». Отапливался вокзал двумя печами. Для отапливания на Верх-Нейвинской посессионной лесной даче выдавались дрова, которые заготавливали нижние чины станции. В зимнее время вокзал отапливал сторож. На здании размещался герб Уральской горнозаводской железной дороги, вывеска «Верхъ-Нейвинскъ» и расписание поездов. К объектам станции Верх-Нейвинск относились Верх-Нейвинский разъезд и железнодорожный мост через реку Бунарку.
Через Верх-Нейвинск ходили поезда, состоящие из классных и неклассных вагонов, товарные поезда. Составы останавливались на станции дважды и стояли 8—10 минут. С 1907 года к приходу поезда на перрон выдвигался чин 13 Земского полицейского участка, наблюдавший за правопорядком, при этом он делал запись в особой книге.
От железнодорожной станции до жилой части Верх-Нейвинска ездили пассажирские тарантасы. Проезд стоил от 10 до 20 копеек в зависимости от расстояния.
В одном из первых рейсов по Уральской горнозаводской железной дороге 1878 года в вагоне отправились фотографы мастерской Его Императорского Величества. За время поездки они сделали около 180 снимков на всём протяжении магистрали. Снимки различных мест, в том числе станции Верх-Нейвинск, вошли в «Альбом видов Уральской-Горнозаводской железной дороги». Данное издание легло на стол императора Александра II и попало в императорскую библиотеку.
Уже в 1878 году был утверждён штат сотрудников станции: начальник станции, три рядовых стрелочника, линейный сторож и два стражника. Чины железнодорожной администрации имели установленную форму и соответствующие кокарды, поясные пряжки и должностные бляхи. В конце XIX века в штате станции Верх-Нейвинск появилась должность телеграфиста, на станции ему было выделено помещение, в нём был установлен телеграфный аппарат Бодо. Долгое время телеграфистом на станции служил Кречетов Сергей Ильич. Он жил в выделенной ему поселковой квартире. Телеграфист имел специальную форму, носил ремень с оригинальной бляхой.
В 1897 году управление железной дороги временно уступило обществу посёлка Верх-Нейвинского каменное здание, построенное под обменное паровозное депо, но не использовавшееся по своему назначению. В этом здании был организован народный театр, где размещалось до трёхсот человек. При театре был разбит сад-парк, а соседняя Трубная гора и лощина, покрытые лесом, были разбиты на правильные квадраты дорожками со скамейками и беседками. В летнее время здесь устраивались народные гуляния.

### Революция и Гражданская война
От станционного телеграфиста посёлок Верх-Нейвинский узнал в феврале 1917 года о Февральской революции, а 26 октября того же года — об Октябрьской.
В 1918 году в районе станции Верх-Нейвинск произошли кровавые бои между красными и белыми.

### Советское время
В 1926 году Свердловским отделением Пермской железной дороги юго-западнее станции Верх-Нейвинск начато строительство дома отдыха для железнодорожников. Всего было выстроено 8 домов. От Свердловска до Верх-Нейвинска ходил дачный поезд, в котором в дом отдыха приезжали отдыхающие.
В 1935 году на участке Гороблагодатская — Свердловск была проведена электрификация, после чего через станцию Верх-Нейвинск стали курсировать электропоезда.
В 1976 году был снесён деревянный вокзал, вместо него был построен современный вокзал с рестораном и пятиэтажным зданием гостиницы.

### XXI век
23 декабря 2008 года на станции Верх-Нейвинск в результате поджога загорелся электропоезд № 6451, следующий по маршруту Шарташ — Нижний Тагил. Один человек погиб, ещё двое получили ожоги.
14 октября 2013 года при производстве маневровой работы из-за ошибки локомотивной бригады на станции сошли с рельсов 4 вагона грузового поезда.
5 ноября 2015 года через Верх-Нейвинск прошёл первый скоростной электропоезд «Ласточка», следовавший из Екатеринбурга в Нижний Тагил. С 12 января 2018 года через Верх-Нейвинск из Екатеринбурга еженедельно стала курсировать пара «Ласточек» до Кушвы и обратно, а с 11 августа 2019 года «дальняя» еженедельная пара «Ласточек» курсирует до Серова, что является самым дальним маршрутом данного скоростного электропоезда во всей Свердловской области.
С конца 2010-х годов в соседний город Новоуральск, на Уральский электрохимический комбинат, через станции Верх-Нейвинск и Северная ввозят радиоактивные отходы — так называемые урановые «хвосты».

## Пассажирское сообщение

### Пригородное сообщение
В Верх-Нейвинске останавливаются все электропоезда (в том числе скоростные электропоезда «Ласточка»/«Финист»), а также пассажирские поезда, курсирующие на участке Нижний Тагил — Екатеринбург. В отдельное время курсируют маршруты до станций Керамик, Камышлов, Каменск-Уральский, Качканар и Серов, а также до остановочного пункта Аэропорт Кольцово.
Пригородные перевозки организует АО «Свердловская пригородная компания». На железнодорожном вокзале работают две пригородные кассы (слева от электронного табло).

### Дальнее сообщение
Через станцию Верх-Нейвинск курсируют следующие поезда дальнего следования:
| Круглогодичное обращение поездов | Круглогодичное обращение поездов | Круглогодичное обращение поездов | Круглогодичное обращение поездов |
| № поезда                         | Маршрут движения                 | № поезда                         | Маршрут движения                 |
| -------------------------------- | -------------------------------- | -------------------------------- | -------------------------------- |
| 11 «Ямал»                        | Новый Уренгой — Москва           | 12 «Ямал»                        | Москва — Новый Уренгой           |
| 337                              | Екатеринбург — Приобье           | 338                              | Приобье — Екатеринбург           |
| 351                              | Уфа — Приобье                    | 352                              | Приобье — Уфа                    |
| 603                              | Екатеринбург — Соликамск         | 604                              | Соликамск — Екатеринбург         |

| Сезонное обращение поездов | Сезонное обращение поездов | Сезонное обращение поездов | Сезонное обращение поездов |
| № поезда                   | Маршрут движения           | № поезда                   | Маршрут движения           |
| -------------------------- | -------------------------- | -------------------------- | -------------------------- |
| 521                        | Новороссийск — Приобье     | 522                        | Приобье — Новороссийск     |

Пассажирские перевозки дальнего сообщения осуществляются АО «Федеральная пассажирская компания». На железнодорожном вокзале работает касса дальнего следования (справа от электронного табло).

## Предприятия железнодорожного узла
На станции Верх-Нейвинск расположены предприятия:
- Железнодорожный вокзал Верх-Нейвинск
- Пост электрической централизации ДЦС-4
- Пункт технической передачи вагонов ВЧДЭ-11
- Пункт сигнализации, централизации и блокировки ШЧ-17
- Табельная ПЧ-17
- Контейнерная площадка[10]
- Компрессорная станция

## Характеристика путевого развития
Станция Верх-Нейвинск является однопарковой. Её путевое развитие — 5 путей. Протяжённость станции — 3 километра.
На основном ходу железной дороги к станции прилегают двухпутные электрифицированные перегоны Нейво-Рудянская — Верх-Нейвинск и Верх-Нейвинск — Мурзинка. В чётной горловине станции Верх-Нейвинск от неё ответвляются два неэлектрифицированных подъездных пути: по чётной стороне — на грузовую железнодорожную станцию Северную, по нечётной — на промплощадку филиала «Производство сплавов цветных металлов» ОАО «Уралэлектромедь».

## Пассажирские устройства
К пассажирским устройствам станции Верх-Нейвинск относятся две боковые пассажирские платформы. Имеется переходной мост.
| Пассажирские устройства | Пассажирские устройства | Пассажирские устройства | Пассажирские устройства | Пассажирские устройства | Пассажирские устройства             |
| № путей                 | Наименование            | Высота                  | Тип                     | Длина, м.               | Расположение                        |
| ----------------------- | ----------------------- | ----------------------- | ----------------------- | ----------------------- | ----------------------------------- |
| 1                       | Платформа 1             | Низкая                  | Боковая                 | 200                     | Со стороны вокзала                  |
| 5                       | Платформа 2             | Низкая                  | Боковая                 | 135                     | Вдоль берега Верх-Нейвинского пруда |

До начала 2000-х годов имелась низкая островная платформа у 3-го пути, на который принималось часть пассажирских поездов чётного направления (на Екатеринбург).

## Пересадка на автобусный транспорт
Автобусное сообщение Верх-Нейвинского связывает районы жилой застройки с железнодорожным вокзалом. Курсирует поселковый автобус № 108 маршрутом Вокзал — 8 Марта с промежуточными остановками: «КПП № 1», «Демидовская», «Евдокимова», «Токарей». Автобус курсирует в будни каждые 15 минут, в выходные — каждые 20. Время следования между конечными остановками — 15 минут. Также от вокзала курсирует маршрутное такси № 109 Невьянск — Новоуральск.
Остановка «Железнодорожный вокзал» находится возле Привокзальной площади, примыкающей к северной части 1-й платформы.

## Галерея
|  |  |